# 吉塚
吉塚（よしづか）は、福岡市博多区の町名。現行の行政地名は、吉塚本町（よしづかほんまち）及び吉塚一丁目から八丁目まで。面積は約154.54ヘクタール。2022年（令和4年）10月末日現在の人口は20,823人。郵便番号は吉塚本町が812-0046、吉塚一丁目から八丁目までが812-0041。

## 地理
博多区北部、福岡空港の北西に位置する。北に区境を挟んで東区馬出・社領、北東に東区二又瀬、東に大井・下臼井、南に豊・東光・堅粕、西に千代・東公園と接する。
吉塚駅周辺はオフィス街・商業地域として発展し、それ以外の地域は概ね閑静な住宅街となっている。

### 河川
吉塚七丁目の北東側に次の河川が横断している。
- 宇美川（多々良川の支流で二級河川）

## 歴史
1889年（明治22年）の町村制施行時に那珂郡千代村・堅粕村・席田郡席田村が成立。1912年（大正元年）10月1日に千代村が町制施行し千代町となる。1913年（大正2年）10月1日に堅粕村が町制施行し堅粕町となる。1928年（昭和3年）4月1日に堅粕町が福岡市に編入。1928年（昭和3年）5月1日に千代町が福岡市に編入。1933年（昭和8年）4月1日に席田村が福岡市に編入。1972年（昭和47年）4月1日に政令指定都市となり、博多区の一部となった。

### 町域の変遷
現在の地名は、1970年（昭和45年）及び1977年（昭和52年）における住居表示の実施に伴う地名変更によって定められたものであり、その実施前後の地名は次表のとおりである。
| 住居表示実施後           | 実施年月日         | 住居表示実施前（各大字ともその一部） |
| ------------------------ | ------------------ | ------------------------------------ |
| 吉塚一丁目から吉塚三丁目 | 1970年（昭和45年） | 堅粕・西堅粕・馬出・下臼井           |
| 吉塚四丁目から吉塚八丁目 | 1977年（昭和52年） | 堅粕・西堅粕・馬出・下臼井           |
| 吉塚本町                 | 1977年（昭和52年） | 馬出・堅粕                           |

## 人口
吉塚本町及び吉塚一丁目から八丁目までを合わせた人口の推移を福岡市の住民基本台帳（公称町別）に基づき示す（単位：人）。集計時点は各年9月末現在である。
- 2001年 （平成13年）：14,626
- 2002年 （平成14年）：14,810
- 2003年 （平成15年）：15,013
- 2004年 （平成16年）：15,123
- 2005年 （平成17年）：15,511
- 2006年 （平成18年）：15,756
- 2007年 （平成19年）：16,175
- 2008年 （平成20年）：16,689
- 2009年 （平成21年）：17,040
- 2010年 （平成22年）：17,404
- 2011年 （平成23年）：17,512
- 2012年 （平成24年）：18,108
- 2013年 （平成25年）：18,176
- 2014年 （平成26年）：18,911
- 2015年 （平成27年）：19,361
- 2016年 （平成28年）：19,456
- 2017年 （平成29年）：19,632
- 2018年 （平成30年）：20,203
- 2019年 （令和元年）：20,473
- 2020年 （令和2年）：20,693
- 2021年 （令和3年）：20,772
- 2022年 （令和4年）：20,926

## 主な施設

### 公共・公益施設
- 福岡県吉塚合同庁舎[注釈 1]
- 福岡県国民健康保険団体連合会（福岡県国保会館）[注釈 2]
- 吉塚緑地[注釈 3]
- 東吉塚公園[注釈 4]

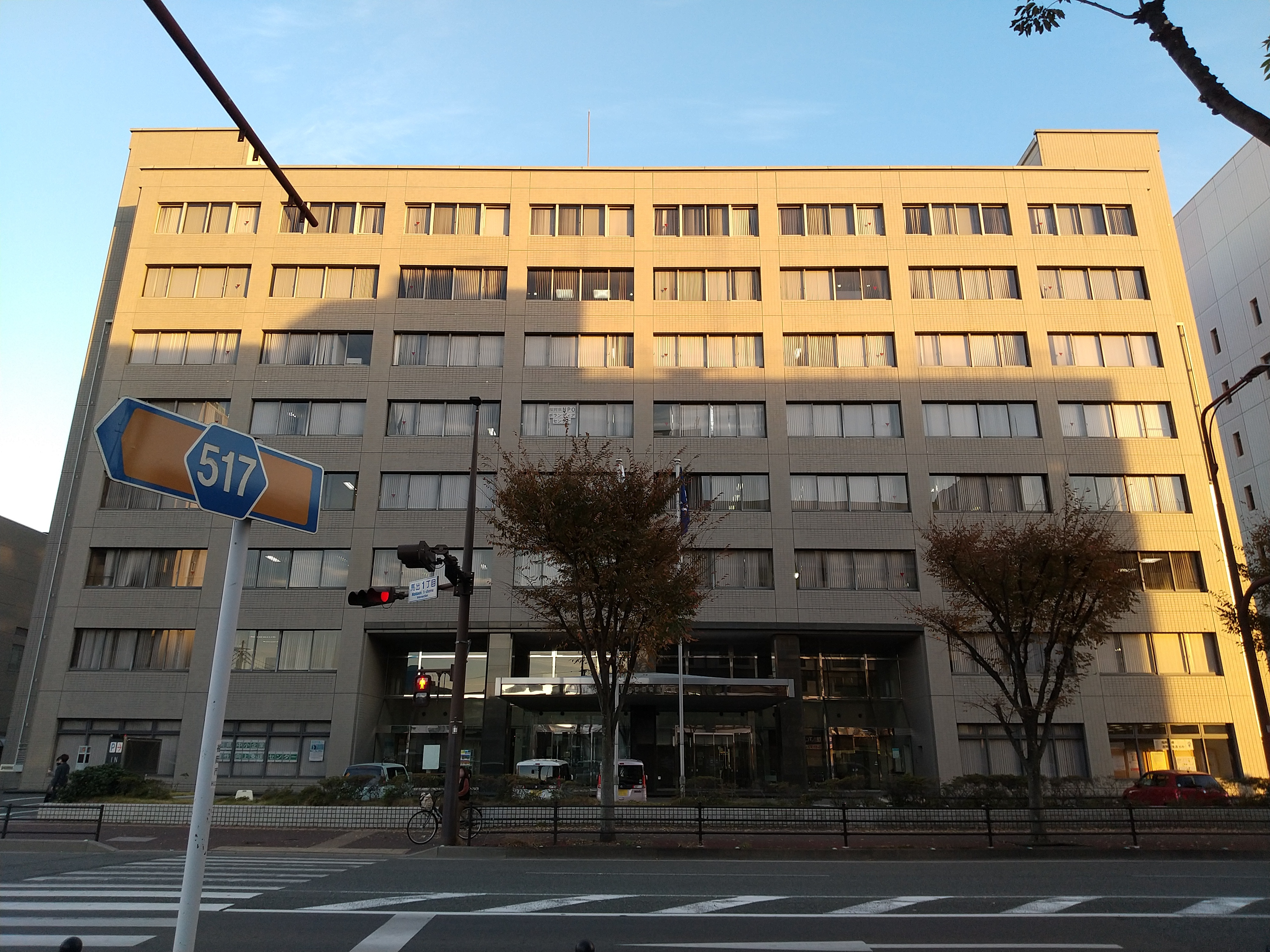
福岡県吉塚合同庁舎
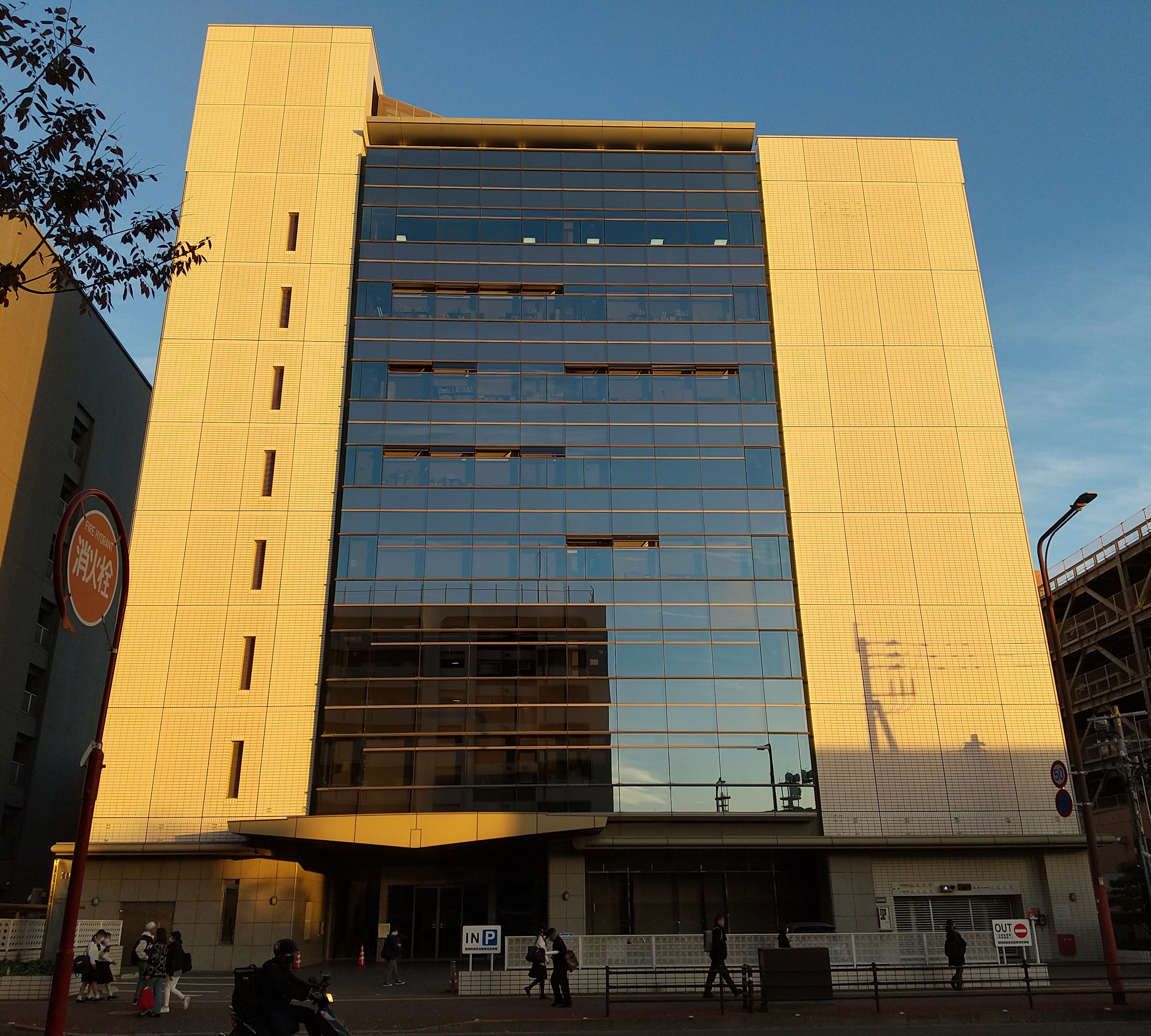
福岡県国民健康保険団体連合会（福岡県国保会館）

### 医療・福祉施設

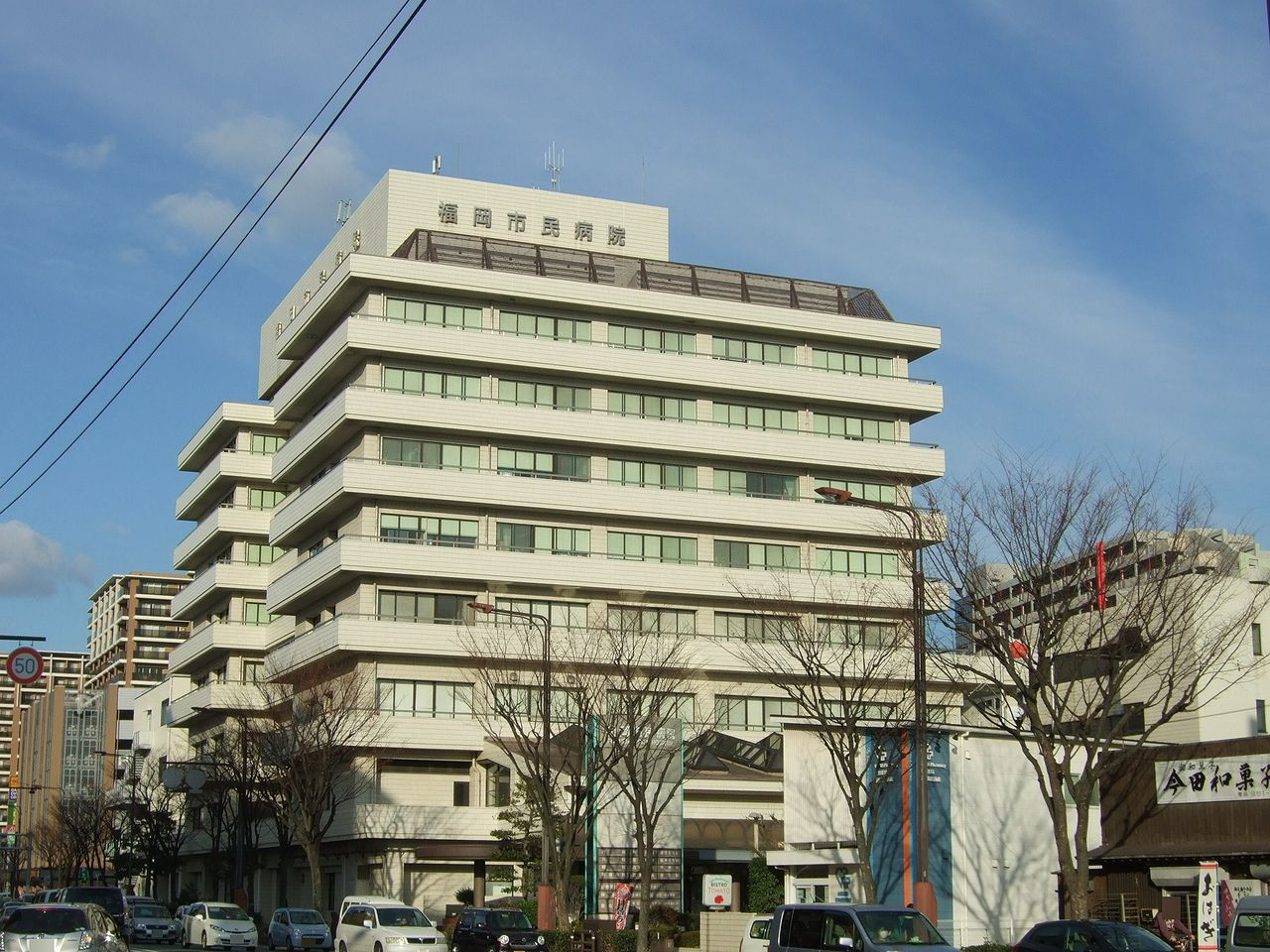
福岡市民病院
- 新吉塚病院[注釈 5]

- 福岡市民病院

### 教育施設
- 福岡市立吉塚小学校
- 福岡市立東吉塚小学校
- 福岡市立吉塚中学校

### 商業施設
- サニー吉塚駅前店
- マルショク吉塚駅東店
- ミスターマックス吉塚店

## 交通

### 道路
高速道路
- 福岡高速環状線
- 福岡高速3号空港線
  - 豊JCT
  - 空港通出入口

国道
- 国道3号（百年橋通り）

県道
- 福岡県道517号吉塚停車場線
- 福岡県道550号浜新建堅粕線（妙見通り）
- 福岡県道552号馬出上南町線
- 福岡県道607号福岡篠栗線（吉塚通り）

市道など
- 空港通り

### 鉄道
JR鹿児島本線
- 吉塚駅

### バス
西鉄バス
- 吉塚駅西口ロータリー内
  - 吉塚駅（構内）
- 妙見通り
  - 吉塚駅前
- 吉塚通り
  - 吉塚駅東口
  - 吉塚二丁目
  - 東吉塚小学校前
  - 道頓堀
- 空港通り
  - 豊一丁目
  - 豊二丁目